# TAISHO
TAISHO（タイショウ、1977年2月7日 - ）は、日本の男性柔術家、総合格闘家。本名は岩間 朝美（いわま ともみ）。愛知県名古屋市出身。チームバルボーザジャパン代表。ブラジリアン柔術黒帯。

## 来歴
柔術、キックボクシング、日本拳法の格闘技経験を持つ。
2005年2月12日、DEEPライト級王者決定戦で三島☆ド根性ノ助と対戦し、0-3の判定負けを喫し王座獲得に失敗した。
2005年5月22日、PRIDE初参戦となったPRIDE 武士道 -其の七-でジェンス・パルヴァーと対戦し、左フックでKO負け。
2005年10月28日、DEEP 21 IMPACTのフェザー級（-65kg）トーナメント1回戦で前田吉朗と対戦し、開始32秒左ハイキックでKO負け。試合前から「負けたら引退」と語っていたが、試合後も「悔いはない」と語り、総合格闘技を一度引退した。
2006年9月23日、HEAT 2nd.でBarbaro44と対戦し、1-0の判定ドロー。
2010年1月24日、3年4か月ぶりの総合復帰戦となったDEEP 45 IMPACTで釜谷真と対戦し、判定勝ち。当初は2009年12月19日のDEEP CAGE IMPACT 2009で復帰予定であったが、スライドする形となった。

## 戦績

### 総合格闘技
| 総合格闘技 戦績 | 総合格闘技 戦績 | 総合格闘技 戦績 | 総合格闘技 戦績 | 総合格闘技 戦績 | 総合格闘技 戦績 | 総合格闘技 戦績 |
| --------------- | --------------- | --------------- | --------------- | --------------- | --------------- | --------------- |
| 16 試合         | (T)KO           | 一本            | 判定            | その他          | 引き分け        | 無効試合        |
| 8 勝            | 3               | 3               | 2               | 0               | 2               | 0               |
| 6 敗            | 2               | 0               | 4               | 0               | 2               | 0               |

| 勝敗 | 対戦相手                       | 試合結果                   | 大会名                                          | 開催年月日     |
| ×    | 中村"アイアン"浩士             | 5分3R終了 判定0-2          | DEEP 65 IMPACT                                  | 2014年3月22日  |
| △    | DJ.taiki                       | 5分2R終了 テクニカルドロー | DEEP CAGE IMPACT 2012 in TOKYO 〜OVER AGAIN〜   | 2012年4月7日   |
| ○    | 釜谷真                         | 5分2R終了 判定3-0          | DEEP 45 IMPACT                                  | 2010年1月24日  |
| △    | Barbaro44                      | 5分3R終了 判定1-0          | HEAT 2nd.                                       | 2006年9月23日  |
| ×    | 前田吉朗                       | 1R 0:32 KO（左ハイキック） | DEEP 21 IMPACT 【フェザー級トーナメント 1回戦】 | 2005年10月28日 |
| ×    | ジェンス・パルヴァー           | 1R 1:00 KO（左フック）     | PRIDE 武士道 -其の七-                           | 2005年5月22日  |
| ×    | 三島☆ド根性ノ助                | 5分3R終了 判定0-3          | DEEP 18th IMPACT 【DEEPライト級王者決定戦】     | 2005年2月12日  |
| ×    | エジソン・ジニス               | 5分3R終了 判定0-3          | Absolute Fighting Championships 9               | 2004年7月31日  |
| ×    | リッチ・クレメンティ           | 5分2R終了 判定0-3          | ZST GP 決勝大会 【準決勝】                      | 2004年1月11日  |
| ○    | 所英男                         | 1R 0:53 KO（右ハイキック） | ZST GP 決勝大会 【2回戦】                       | 2004年1月11日  |
| ○    | ジェイソン・マックスウェル     | 1R 2:14 腕ひしぎ十字固め   | ZST GP 開幕戦 【1回戦】                         | 2003年11月23日 |
| ○    | 朝日昇                         | 3R 0:42 TKO（パウンド）    | DEEP 10th IMPACT in KORAKUEN HALL               | 2003年6月25日  |
| ○    | 亀田雅史                       | 5分3R終了 判定3-0          | DEEP 8th IMPACT in KORAKUEN HALL                | 2003年3月4日   |
| ○    | タッパヤー・クロスポイントジム | 1R 4:36 腕ひしぎ十字固め   | DEEP2001 7th IMPACT in DIFFER ARIAKE            | 2002年12月8日  |
| ○    | 月影忍                         | 1R 1:10 腕ひしぎ十字固め   | DEEP2001 6th IMPACT in ARIAKE COLOSSEUM         | 2002年9月7日   |
| ○    | 江波圭一                       | 1R 1:07 KO（右フック）     | DEEP2001 4th IMPACT in NAGOYA                   | 2002年3月30日  |

### グラップリング
| 勝敗 | 対戦相手 | 試合結果                     | 大会名                                   | 開催年月日    |
| ×    | 八隅孝平 | 4分2R+2分1R終了 ポイント1-18 | DEEP X 04                                | 2009年7月11日 |
| ○    | BOSS     | 2R 2:29 チョークスリーパー   | club DEEP 富山 -野蛮人祭り2-             | 2005年5月15日 |
| ×    | 山崎剛   | 5分2R終了 判定               | club DEEP - first Challenge in club OZON | 2002年7月14日 |

### 柔術
| 勝敗 | 対戦相手  | 試合結果    | 大会名                                                                | 開催年月日     |
| ○    | Barbaro44 | 判定        | シュートボクシング Inspire-S- vol.2 【柔術4人賞金トーナメント 決勝】  | 2004年10月11日 |
| ○    | 山口晃弘  | 6:00 肩固め | シュートボクシング Inspire-S- vol.2 【柔術4人賞金トーナメント 1回戦】 | 2004年10月11日 |

### キックボクシング
| 勝敗 | 対戦相手 | 試合結果                                 | 大会名                                           | 開催年月日     |
| ○    | 平井慎介 | 3R終了 判定3-0                           | DEEP OSAKA IMPACT 2013 〜池本誠知引退興行〜      | 2013年4月28日  |
| ×    | 菅原悠次 | 4R終了 判定0-3                           | SHOOT BOXING 2012 〜Road to S-cup〜 act.4        | 2012年9月17日  |
| ×    | 尾崎圭司 | 3R 0:42 TKO（2ノックダウン：パンチ連打） | FUTURE FIGHTER IKUSA 6 〜宙（SORA）〜 GANGSTAR☆Z | 2004年11月28日 |

## 獲得タイトル
- SAW中部大会 70kg級トーナメント 優勝（2000年）
- シュートボクシング 柔術4人賞金トーナメント 優勝（2004年）